# آهولد
آهولد شركة غذائية وتجارية هولندية نشأت في أمستردام بهولندا في 27 ماي 1887 · .